# Esgrus
Esgrus (en danois: Eskeris) est une municipalité allemande située dans le land du Schleswig-Holstein et dans l'arrondissement de Schleswig-Flensbourg.